# Kantha Bopha

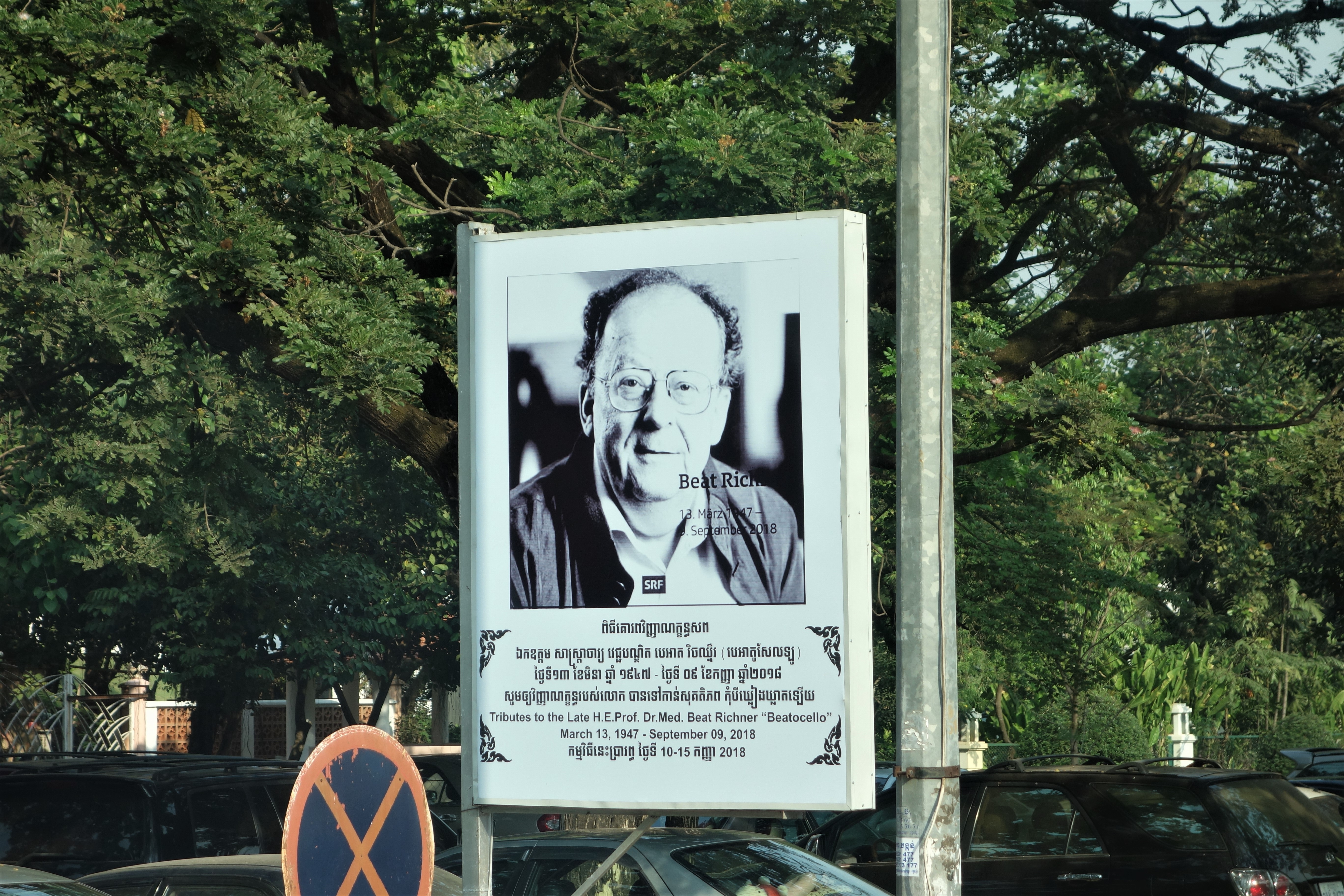
Kantha Bopha III, Siem Reap (2018): Staatstrauer um Beat Richner

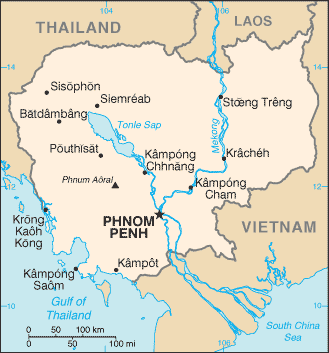
Kambodscha

Unter dem Namen Kantha Bopha wurden in der kambodschanischen Hauptstadt Phnom Penh seit 1992 auf Wunsch des kambodschanischen Staates unter der Leitung des Schweizer Kinderarztes Beat Richner vier Kinderspitäler errichtet. In Siem Reap steht ein fünftes von ihm gegründetes Kinderkrankenhaus Jayavarman VII, das ebenfalls zur Kantha-Bopha-Gruppe gehört.

## Ursprung des Namens
Kantha Bopha („duftende Blume“) war der Name einer im Kindesalter verstorbenen Tochter des Königs Norodom Sihanouk.

## Spitäler

### Kantha Bopha I
Im Dezember 1991 bat die kambodschanische Regierung Beat Richner, der bereits Mitte der 1970er-Jahre im Kinderkrankenhaus Kantha Bopha in Phnom Penh gearbeitet hatte, das während der Herrschaft der Roten Khmer zerstörte Spital wieder aufzubauen und zu leiten. Mit dem Wiederaufbau wurde im März 1992 begonnen, und die Einweihung konnte am 22. September des gleichen Jahres erfolgen.
Richners erster Mitarbeiter, Laurent Gross, war Spezialist für erneuerbare Energien und bioklimatische Architektur. Er hatte in verschiedenen Ländern Spitäler wieder aufgebaut und beherrschte die Khmer-Sprache. Das Zweierteam Gross als Bauleiter und Richner hat zuerst an die Bedürfnisse der Kranken gedacht, an das Kind und die Mutter, an jene des Pflegepersonals und dann die Pläne entsprechend gemacht. Der Wiederaufbau des zerstörten Spitals im kriegsversehrten Land gestaltete sich schwierig. Wasser- und Stromversorgung, ein Abwassersystem und eine Abfallverbrennungsanlage mussten selbst organisiert werden. Das erhältliche Baumaterial war von schlechter Qualität und im Bauwesen gab es Korruption. Gross musste die Arbeiter sorgfältig aussuchen, als Vorarbeiter konnte er Leute vom IKRK einstellen. Auf der Baustelle wurde anfänglich sieben Tage die Woche gearbeitet.
Richner wollte keine Kompromisse machen, nur weil man in einem armen Land war. Ein Operationssaal musste für ihn überall auf der Welt gleich funktionell und sauber sein. Die Wäscherei und die Toiletten wurden an die Bräuche des Landes angepasst und einfach konzipiert, damit sie jeder benutzen konnte. Die Schwestern und Pfleger sollten an einem Tisch in der Mitte des Saales arbeiten, von wo aus sie jederzeit alle Betten im Auge hatten. Im August, knapp zwei Monate vor der Einweihung, kamen zwei Krankenschwestern und der Kinderarzt Peter Studer zum Zweierteam. Studer half bei der Konzeption und der Organisation des Spitals und ging mit den Krankenschwestern auf dem Markt und in Thailand (Betten, Medikamente für die Spitalapotheke usw.) alles Nötige für den Spital einkaufen. Um der Korruption vorzubeugen, wurden alle Medikamente mit dem Stempel «Not for sale, Kantha Bopha» versehen und die Verpackung musste zurückgegeben werden. Die beiden Krankenschwestern waren für die Einrichtung der Apotheke und des Bettenhauses zuständig. Zwei Laborantinnen aus der Schweiz richteten das Labor ein und instruierten das einheimische Laborpersonal.
Mit dem Kinderspital Zürich wurde eine Partnerschaft eingegangen, um eine Medizin nach europäischem Standard anbieten zu können. Professoren und Ärzte kamen für kurze Zeit nach Kambodscha, um neue medizinische Dienste aufzubauen (Bilddiagnostik, Gastroenterologie, Ernährung, Nephrologie, Jugendgynäkologie, Pneumologie, Herzkatheter, Leukämiebehandlung, Diabetesbehandlung usw.). Die Zürcher Mediziner gingen freiwillig nach Kambodscha, weil es für sie eine Horizonterweiterung war. Sie konnten sehen, dass man es anders machen kann, einfacher und effizienter.
Das wieder aufgebaute und renovierte Spital war nach einem halben Jahr Bauzeit bezugsbereit und bot alles wie in einem westlichen Spital. Im Parterre liegen Empfang und Untersuchungsräume, Labor, Röntgen, Echografie, Fluoroskopie, ein klinisches Biologielabor für Analysen, Infektiologielabor, Blutbank, zwei Operationssäle, Apotheke sowie Ärzte- und Schwesternräume. Im ersten Stock sind die großen Patientenzimmer für je bis zu 40 Patienten und insgesamt 240 Betten.
Kaum war Kantha Bopha I eröffnet, kamen jeden Tag tausend und mehr kranke Kinder mit ihren Eltern in den Spital. Die Kinderärzte im Stiftungsrat stellten sich vor, wie der Kinderspital Zürich einen solchen Ansturm bewältigen könnte. Kantha Bopha I konnte dem Ansturm nicht lange standhalten. Ab Oktober 1994 mussten teilweise schwer kranke Kinder abgewiesen werden.
2017 wurde ein Besucher- und Informationszentrum eröffnet.

### Kantha Bopha II
Im Oktober 1996 wurde das zweite Krankenhaus in Phnom Penh in Anwesenheit des kambodschanischen Königs Norodom Sihanouk und des Schweizer Bundespräsidenten Jean-Pascal Delamuraz eingeweiht. Es war als Annex zu Kantha Bopha I auf einem vom König zur Verfügung gestellten Grundstück in den königlichen Gärten errichtet worden und genießt dadurch einen besonderen Schutz.
Ein Schweizer Ehepaar finanzierte den Spital schlüsselfertig mit einer Spende von drei Millionen Franken im Andenken an seine verstorbene Tochter.

### Jayavarman VII (Kantha Bopha III)

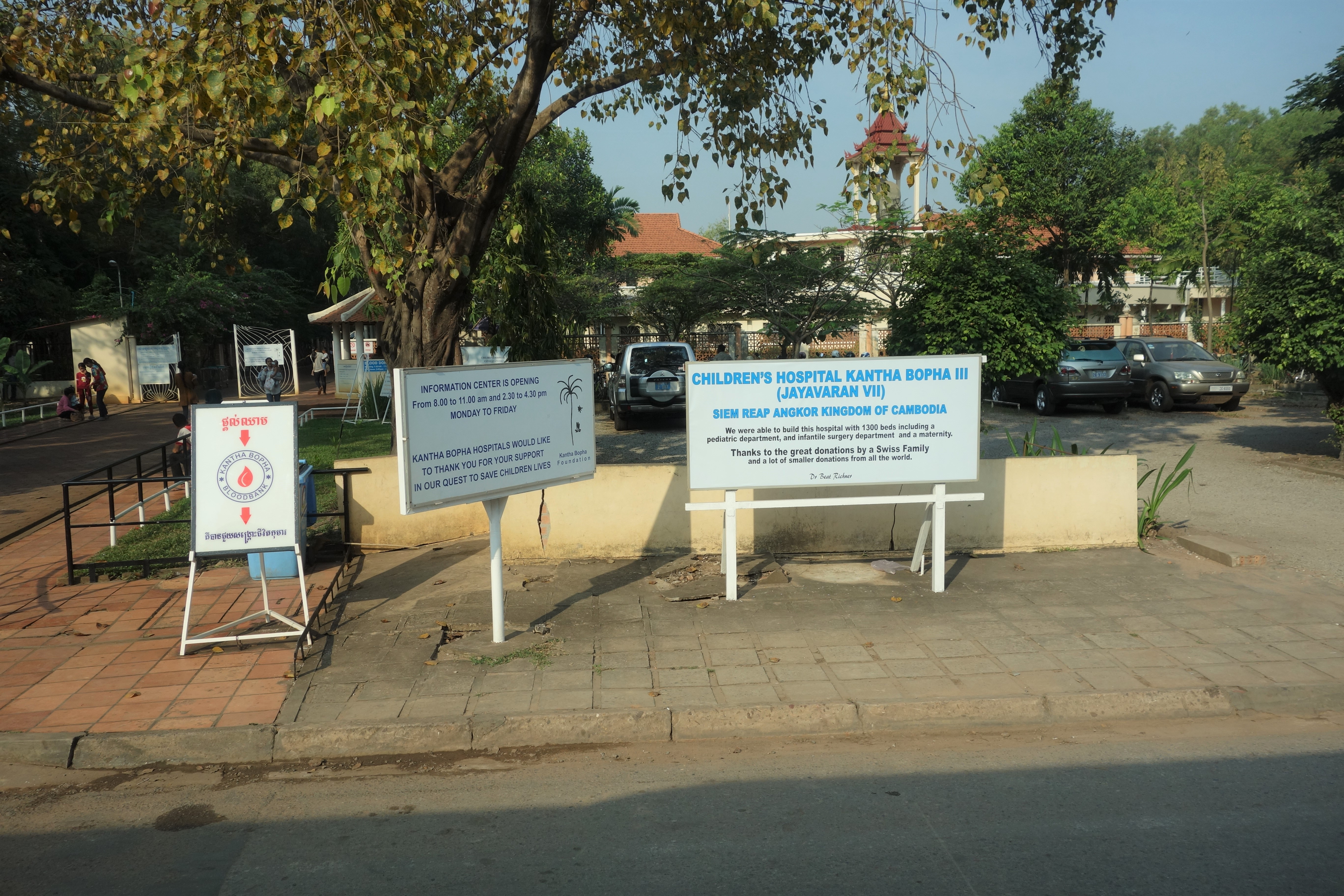
Eingang des Kinderspitals Kantha Bopha III

Im März 1999 konnte ein drittes Spital der Kantha-Bopha-Gruppe, Jayavarman VII, in Siem Reap nahe der berühmten Tempelanlage von Angkor als Außenstation von Kantha Bopha I und II auf einem vom Ministerpräsidenten Hun Sen zur Verfügung gestellten Grundstück eröffnet werden. Das Spital war nötig geworden, weil das einzige Provinzspital in einem katastrophalen Zustand war. Gross und Richner konzipierten das Spital von Grund auf neu, wobei sie die Erfahrungen der beiden ersten Spitälern einfließen ließen. Es sollte mit Konzept, Bau und Funktionalität Modellcharakter haben. Sie planten es in der Form von einzelnen Pavillons, die miteinander mit offenen, gedeckten Passagen verbunden waren und eine natürliche Ventilation ermöglichten. Die durchlüfteten Passagen reduzierten die Ansteckungsmöglichkeiten mit Viren und Bakterien.
Die Finanzierung des Spitals war einen Monat vor Baubeginn noch nicht gesichert. Dann war eine Schweizer Familie bereit, drei Millionen CHF für den Bau zu spenden, sie hatten bereits in den vorhergehenden fünf Jahren 15 Millionen gespendet. Damit konnte Kantha Bopha III zu einem gut funktionierenden Modell für ein Kinderspital in einem armen Land werden.
Es enthält ein großes Präventions- und Gesundheitszentrum samt Ambulatorium und ein Akutspital für schwerkranke Kinder. Im Jahr 2000 wurde die Chirurgie eröffnet.
Seit Oktober 2001 ist dank einer Landspende der Regierung neben dem Jayavarman-VII-Spital in Siem Reap eine Entbindungsstation unter anderen für HIV-positive Mütter in Betrieb. Dort kann die Übertragung von HIV von der Mutter auf das neugeborene Kind verhindert werden.
2002 wurde ein Ausbildungs- und Konferenzzentrum eingeweiht, in dem unter anderem internationale Symposien über Pädiatrie und Perinatologie abgehalten werden, um die Prinzipien von Beat Richner weiterverbreiten zu können.
Das Krankenhaus wurde 2008 um fünf neue Bettenstationen (300 Betten) und 2011 um weitere fünf Bettenstationen (200 Betten) sowie eine Intensivstation erweitert. Bis 2018 wurde das Spital sechsmal erweitert (2005, 2008, 2009, 2010, 2015) und gilt als eines der größten Kinderkrankenhäuser der Welt. Es verfügt über eine Röntgenabteilung, ein Labor, eine Spitalapotheke, mehrere Operationssäle, vier Bettenhäuser und eine Herzchirurgie.

### Kantha Bopha IV
In Phnom Penh wurde das vierte Krankenhaus im Dezember 2005 eingeweiht. Es war nötig geworden, weil Kantha Bopha I teilweise in einem baulich sehr schlechten Zustand war und unter Kapazitätsproblemen litt (es wurde inzwischen renoviert).
Zur Finanzierung von KB IV erfand Richner die «Zwänzgernötli-Aktion». Bei jeder Schweizer Poststelle lag ein Einzahlungsschein mit einem Flyer, wo Richner beschrieb, was man mit zwanzig Franken für kranke Kinder alles machen kann. Die Aktion wurde ein großer Erfolg.

### Kantha Bopha V
Da Kantha Bopha IV an Kapazitätsgrenzen stieß, wurde der Bau des fünften Spitals beschlossen. Es wurde im Dezember 2007 eingeweiht.

## Patienten und Krankheiten

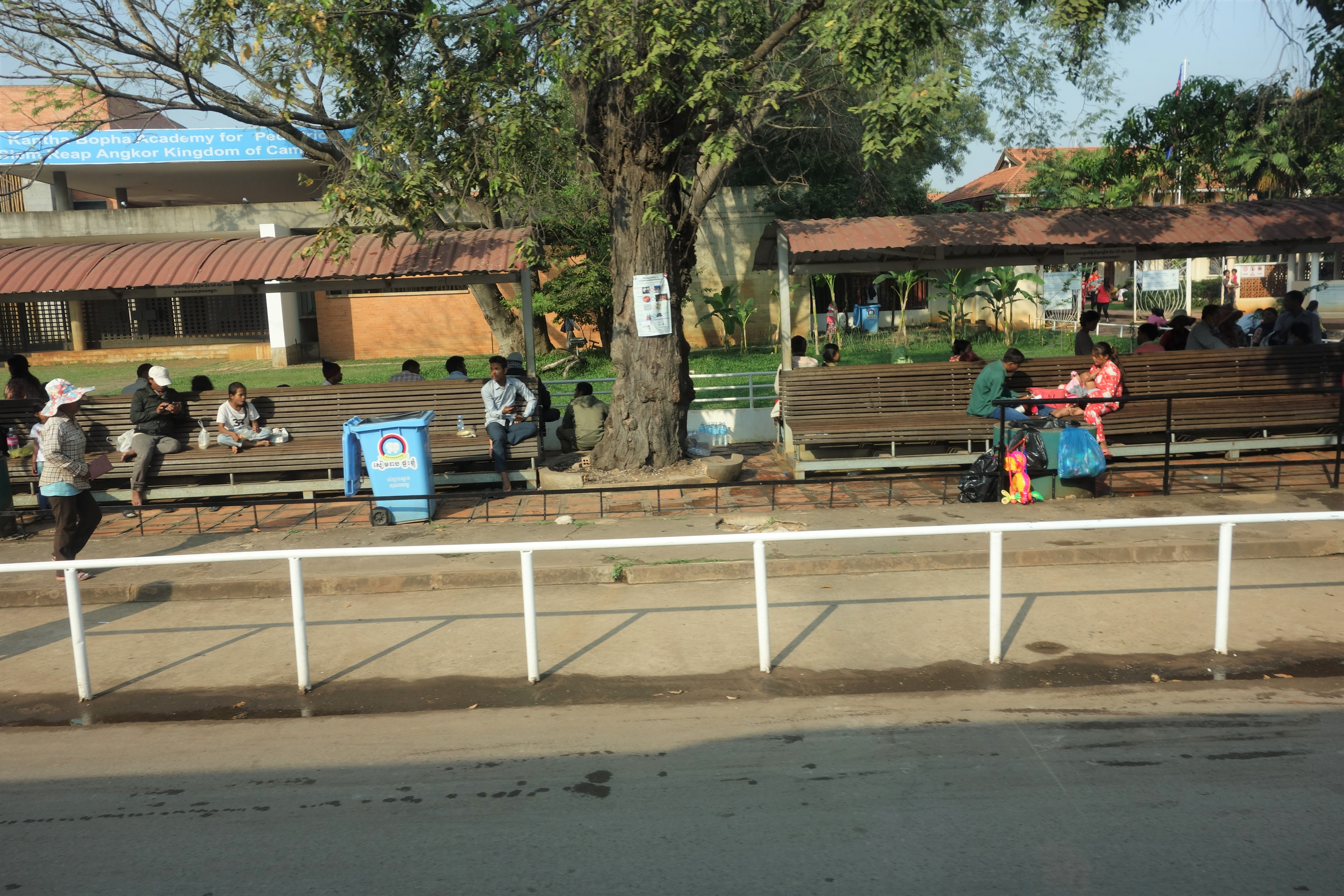
Jeden Tag kommen Kinder aus ganz Kambodscha

Jeden Tag kommen bis 2500 kranke Kinder mit ihren Eltern in die fünf Spitäler. Alle werden untersucht, behandelt, gepflegt und jedes bekommt ein Dossier. Die schweren Fälle haben Priorität und werden hospitalisiert.
Bei den ersten Untersuchungen im Kantha Bopha I kamen größere Gesundheitsprobleme in Kambodscha zu Vorschein, die man bisher unterschätzt hatte. 90 Prozent der Kinder litten an einer oder mehreren Infektionskrankheiten gleichzeitig (Tuberkulose, Malaria, Polio, Tetanus, Denguefieber, Hirnhaut- und Lungenentzündungen, Typhus, Knochen- und Leberentzündungen usw.).
Die Tuberkulose, eine Folge des Krieges, war das größte Problem. Viele Krankheiten wurden bisher behandelt, ohne dass man erkannte, dass sie wegen einer Tuberkulose aufgetreten waren. Bei den Kindern unter fünf Jahren stellte man eine explosionsartige Verbreitung von HIV fest, eine Seuche die in das Land eingeschleppt wurde. Der Medikamentenmissbrauch war ein weiteres Problem, weil Medikamente abgegeben wurden, die wegen ihrer Nebenwirkungen in Europa verboten waren.

## Prävention und Diagnose
Für Richner war auch präventive Medizin wichtig. Um die Autonomie und Selbstverantwortung zu stärken, wurden während der Wartezeiten die Eltern in Hygiene und der richtigen Anwendung von Medikamenten geschult. Medikamente wurden zum Beispiel bei der Tuberkulosetherapie nur für die erste Phase abgegeben, damit die Patienten für die nächsten Schritte wieder ins Spital kommen mussten. Damit die Behandlung zu Ende geführt werden konnte, wurden auch die Reisekosten übernommen. Um HIV-Primärinfektionen durch Übertragung bei der Geburt zu vermeiden, ließ er eine integrierte Gebärklinik bauen.
Für Richner war das Gespräch mit den Müttern besonders wichtig, weil sie das Kind am besten kannten. 80 Prozent der Diagnose konnte so durch die Anamnese gestellt werden. Wenn eine Mutter sagte, das Kind sei anders als sonst, dann war es meistens schwer krank. Richner hatte den kambodschanischen Ärzten jahrelang vorgemacht, wie man bei der Visite am Bett mit der Mutter sprechen muss. Weil er die Khmer-Sprache nicht beherrschte, mussten sie für ihn übersetzen und lernten so an seinem Vorbild.
Mit der Anschaffung eines Computertomografen (CT) für Kantha Bopha III wurde erstmals die Diagnose von Tuberkulose (TB) bei Kindern möglich. Auch die durch die endemische Japanische Enzephalitis (JE) verursachten Hirninfarkte konnten nachgewiesen werden. Dabei zeigte sich, dass es in Kambodscha viel mehr TB- und JE-Fälle gab, als bisher von der WHO offiziell ausgewiesen wurden. Dank den neuen Geräten (CT, Farbdoppler-Ultraschall, Elektroenzephalografen) konnte die Sterblichkeit dieser bisher unklaren Krankheiten, die bei falscher Behandlung tödlich verliefen, von 65 auf 1,8 Prozent reduziert werden. Von diesen medizinisch diagnostischen Fortschritten profitierten Tausende von Kindern. In Kantha Bopha II wurden ab 1996 die Kinder unter drei Jahren gegen die JE geimpft, erstmals in Kambodscha.

## Spitalbetrieb

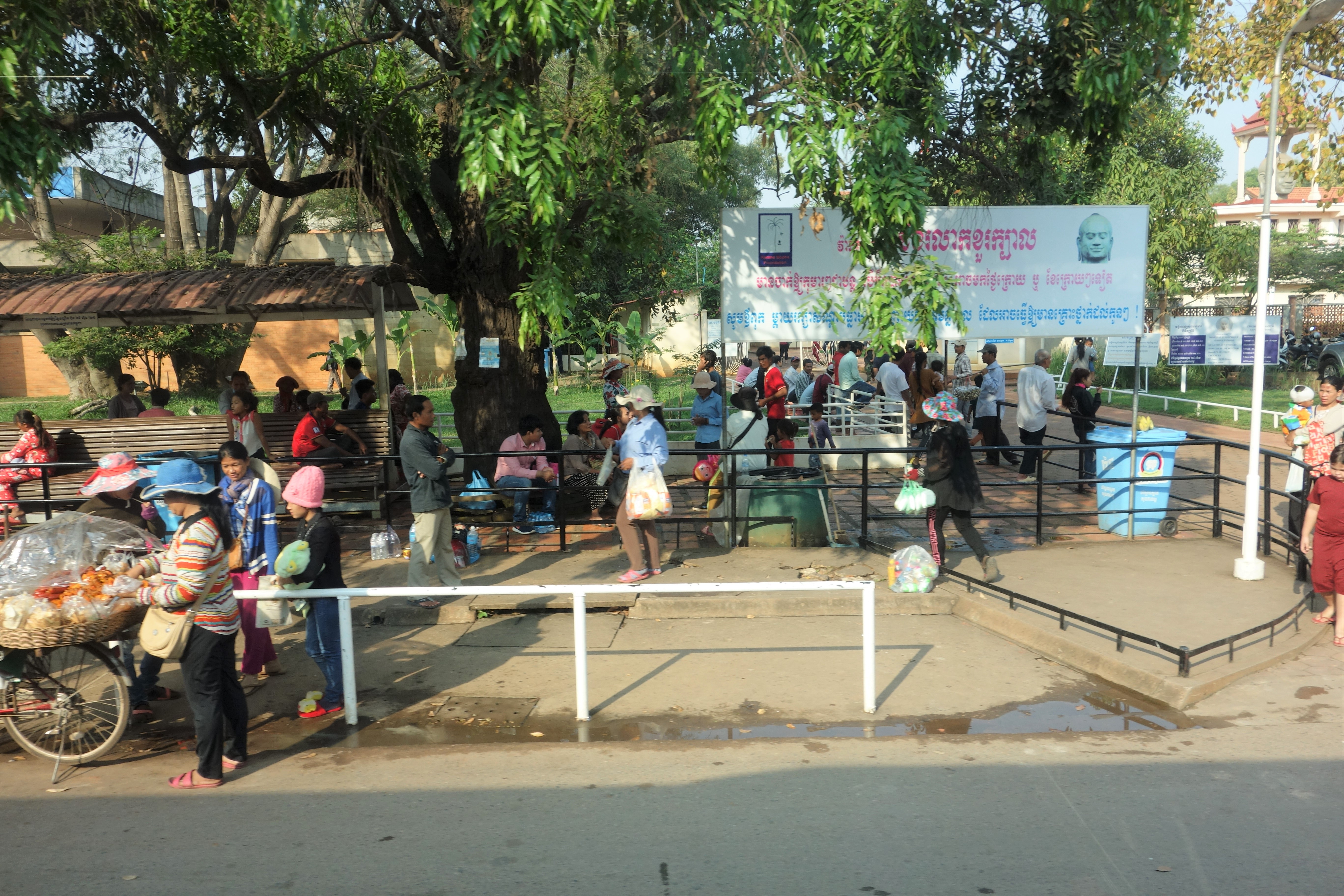
Eltern sorgen für die Verpflegung

Der Betrieb der Kantha Bopha Krankenhäuser orientiert sich an den lokalen, kulturellen Gepflogenheiten. Kinder, die nicht ambulant behandelt werden können, werden zusammen mit einem Elternteil hospitalisiert, weil es Tradition ist und weil die Eltern die Kinder am besten kennen.
Die Eltern sorgen für die Betreuung und Ernährung, schlafen unter dem Kinderbett und kaufen das Essen, das vom Spital bezahlt wird, außerhalb des Spitals an Marktständen ein. Dank der 24-Stunden-Betreuung durch die Eltern geht in den Krankensälen alles friedlich und ruhig zu und her. Weil die Spitäler chronisch überfüllt sind, müssen pro Bett zwei Kinder hospitalisiert werden.

## Finanzierung
In allen Krankenhäusern werden die Kinder kostenlos versorgt. 90 % der betroffenen Familien können nichts bezahlen, und vielen müssen sogar die Reisekosten vergütet werden. Die Finanzierung der Spitäler erfolgt größtenteils durch private Spenden (mehrheitlich aus der Schweiz), aber auch durch staatliche Unterstützung. Für die Verwaltung werden weniger als 4 % der Spenden verwendet. Der Kauf von wirksamen Medikamenten verschlang anfänglich rund ein Drittel der Spendengelder, bis es Richner gelang ein Generikum zu finden, das noch 30 Prozent des bisherigen Preises kostete.
Seit Januar 2005 übernahm die kambodschanische Regierung 10 % der jährlichen Betriebskosten. 2016 wurde der Beitrag auf USD 6 Mio. verdoppelt und seit Februar 2017 gehen USD 2 pro Touristenticket der Tempelanlagen Angkor Wat an die Stiftung. Der Premierminister Hun Sen hat im Frühling 2018 die kambodschanische Stiftung Kantha Bopha mit dem Zweck gegründet, die langfristige Finanzierung der Spitäler zu sichern. Kambodscha trägt heute (Stand 2019) über einen Drittel des Jahresbudgets von 42 Millionen CHF. Die Kantha Bopha Spitäler sind als öffentliche Universitätsspitäler voll in das Gesundheitssystem integriert.
Ebenso stellt die Direktion für Entwicklung und Zusammenarbeit (DEZA) der Schweizer Regierung der Stiftung Hilfsgelder zur Verfügung, entsprechend dem aktuellen Abkommen seit 2013 jährlich 4 Mio. CHF. Die DEZA unterstützte die Spitäler von 1994 bis 2012 mit annähernd 40 Mio. CHF.
König Norodom Sihamoni und Königinmutter Norodom Monineath halfen 2016 Kantha Bopha über einen finanziellen Engpass, in dem sie ihre königliche Villa in Khemara Phoumint City (Provinz Koh Kong) spendeten, deren Verkauf an den Staat 6,5 Millionen USD einbrachte.
Ein Großteil des Budgets von zirka 42 Mio. CHF wird von den rund 100.000 privaten Spendern getragen. Richner reiste regelmäßig in die Schweiz, um mit seinen musikalischen Darbietungen als Beatocello und mit Vorträgen um Spenden und Unterstützung zu werben. So trat Richner u. a. bis 2017 jährlich auf einer vom Circus Knie veranstalteten Benefiz-Gala in Zürich auf und veranstaltete im Spital Jayavarman VII für Touristen und Besucher wöchentliche mit einem Cello-Konzert kombinierte Informationsabende.
Die Finanzverwaltung wird von der Stiftung Kinderspital Kantha Bopha, Dr. med. Beat Richner in Zürich wahrgenommen, dessen Arbeit wird in Deutschland durch den Förderverein Kantha Bopha e. V. unterstützt.

## Personalkörper
Der Mitarbeiterstab umfasst insgesamt 2500 kambodschanische Mitarbeiter (Stand 2020) und bis 2017 als einzige Ausländer den Gründer und Arzt Richner und den studierten Biologen Denis Laurent. Richner legte stets Wert auf die Feststellung, dass es in seinen Spitälern keine Korruption gäbe. Als Grund dafür nannte er die ausreichende Entlöhnung aller Mitarbeitenden, die auch motivierend wirkte. Aus den gleichen Gründen und weil die Leute noch kein Vertrauen in die Banken hatten, zahlte Richner anfänglich die Löhne jedem Mitarbeiter persönlich aus.
Im März 2017 wurde bekannt, dass Beat Richner die Leitung der Spitäler aus Gesundheitsgründen abgeben musste. Ziel war es schon immer gewesen, die Spitäler so aufzubauen, dass sie selbständig funktionierten. Sein langjähriger Freund Peter Studer, ebenfalls Kinderarzt, übernahm die Leitung, um vor allem „administrative Rückendeckung“ zu geben, während Denis Laurent, seit 1994 als administrativer Direktor, die Geschäfte vor Ort führte. Peter Studer verstarb im Mai 2020, seine Nachfolge übernahm das Führungsteam, bestehend aus drei Fachärzten vor Ort, dies mit Unterstützung der Schweizer Stiftung und Peter Studers Witwe, Geneviève Cattin, die neu in den Stiftungsrat gewählt wurde.

## Leistungsnachweis
Im Jahr 2020 wurden folgende Leistungen erbracht:
- Die fünf Spitäler behandeln 85 % der kranken Kinder des ganzen Landes
- rund 2500 Arbeitsplätze für kambodschanische Ärzte und Pflegepersonen
- 771.711 ambulante Behandlungen kranker Kinder
- 158.797 Hospitalisationen schwerkranker Kinder
- 24.822 chirurgische Eingriffe, davon 1041 am offenen Herzen
- 249.490 Impfungen (Stand 2014)
- 27.152 Geburten in der Maternité

## Ausbildungs- und Forschungsstätte

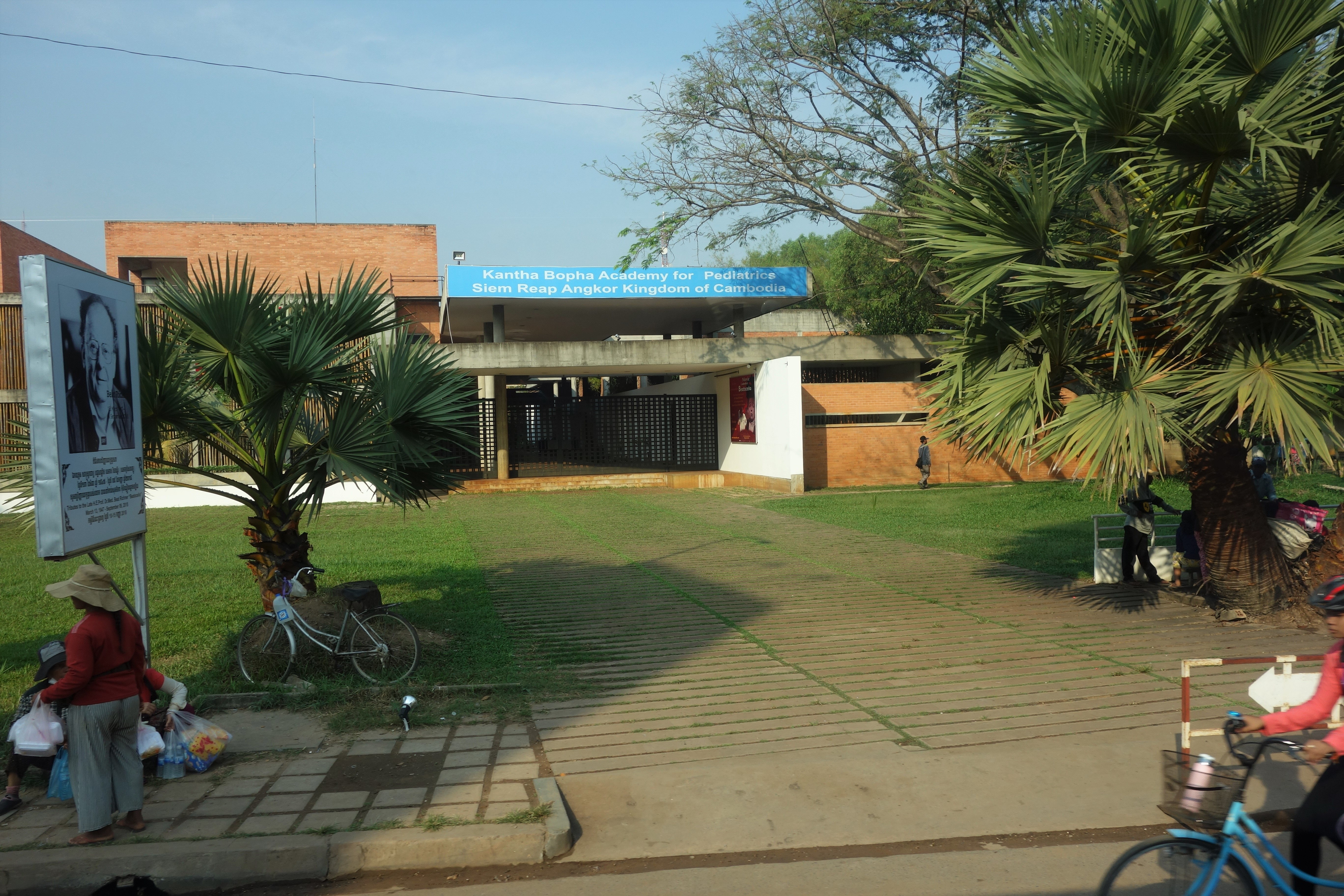
Kantha Bopha Akademie für Pädiatrie

Kantha Bopha IV in Phnom Penh und Jayavarman VII in Siem Reap sind Universitätskliniken, an denen Studenten, Ärzte, Schwestern, Pfleger und technisches Personal für ganz Kambodscha ausgebildet werden. 2020
absolvierten 444 Medizinstudenten ihr Praktikum in den Kantha Bopha Spitälern (Pädiatrie, Chirurgie und Geburtshilfe) sowie 346 Pflegestudenten (nursing internship).
In den Tuberkulose-Polikliniken Jayavarman VII wurde eine neue Diagnosemethode entwickelt, mit der die bei Kindern meist schwer diagnostizierbare und weltweit oft unerkannte Tuberkulose treffsicher festgestellt werden kann. Am 9. Februar 2011 ist darüber in Zusammenarbeit mit der Infektiologie des Kinderspitals Zürich eine Studie im European Journal of Pediatrics erschienen.
Durch die enge Zusammenarbeit mit dem Kinderspital Zürich und deren persönlichen Vertretern im Stiftungsrat wird die hohe medizinische Qualität der Spitäler Kantha Bopha sichergestellt.

## Anerkennung
Während den Projekten von Beat Richner jahrelang viel Skepsis und ein harter Wind entgegenblies, änderte sich dies nach der Einweihung des Spitals Jayavarman VII (Kantha Bopha III) 1999. Die Medien berichteten positiver und die Reporter, die Kantha Bopha mehrfach besuchten, waren wie alle Besucher sehr beeindruckt. Ausländische Staatspräsidenten kamen vorbei und wünschten für ihr Land auch solche Spitäler. Der Vertrag für die Fortführung der Unterstützung durch die Schweiz (Direktion für Entwicklung und Zusammenarbeit (DEZA)) wurde im Jahr 2000 erneuert und es wurde vereinbart, dass das Projekt von unabhängigen Experten neu evaluiert werden musste. Das Team unter dem Direktor der London School of Hygiene and Tropical Medicine fand, dass das Verhältnis Kosten zu Heilungsrate das weltweit beste sei. Sie beurteilten Kantha Bopha als «best project ever seen», als «best management ever seen» und als «center of excellence». Beim bisher skeptischen DEZA fand ein Meinungsumschwung statt. Es empfahl Richner, das Konzept und die Erfahrungen von Kantha Bopha als Modell und Vision für andere Länder zu verbreiten. Das DEZA sei bereit, dafür ein Ausbildungs- und Konferenzzentrum in Siem Reap mit einer Million CHF zu finanzieren.

## Dokumente

### Bücher von Beat Richner
- Kantha Bopha. Als Schweizer Arzt in Kambodscha. NZZ, Zürich 1995, ISBN 3-85823-570-9
- Hoffnung für die Kinder von Kantha Bopha. NZZ, Zürich 2003, ISBN 3-03823-105-3
- Ambassador. Zwischen Leben und Überleben. Rio bei Elster, Zürich 2009, ISBN 978-3-907668-80-1

### Filme
- Bach at the Pagoda (1996, Georges Gachot)
- And the Beat Goes on (1999, Georges Gachot)
- Money or Blood (2004, Georges Gachot)
- 15 Jahre Kantha Bopha (2007, Georges Gachot)
- L’ombrello di Beatocello (2012, Georges Gachot)
- Wer war Beat Richner ? (Work in Progress to be released in 2022, Georges Gachot)